# Simmer
Simmer è un singolo della cantante statunitense Hayley Williams, pubblicato il 22 gennaio 2020 come primo estratto dal primo EP Petals for Armor I. Il brano è stato successivamente incluso nel primo album in studio di Williams, Petals for Armor.

## Descrizione
Nel dicembre 2019 la cantante dei Paramore Hayley Williams ha annunciato, nel giorno del suo compleanno, che avrebbe pubblicato un "assaggio" di nuova musica da solista il mese seguente. La rivelazione del titolo della canzone è avvenuta il 20 gennaio 2020, dopo la pubblicazione di varie anteprime durante il corso del mese di gennaio che hanno presentato "un'estetica oscura", dai quali si può notare una persona attraversare un bosco.
Il testo del brano è stato scritto a quattro mani dalla Williams e da Joey Howard, già turnista nei Paramore, mentre la musica è stata scritta dai due insieme al chitarrista dei Paramore Taylor York, produttore della traccia.

## Video musicale
Il videoclip ufficiale della canzone è stato reso disponibile in concomitanza con l'uscita del singolo. Diretto da Warren Fu, vede Williams correre senza vestiti nel corso della notte in una foresta, dando l'impressione che sia seguita da una figura sconosciuta. Alla fine, si scopre che quest'ultima si tratta in realtà di Williams stessa, dopo essere stata tramortita con un vaso da sé stessa all'interno di una casa.

## Tracce
Testi e musiche di Hayley Williams, Taylor York e Joey Howard.
1. Simmer – 4:26

## Formazione
Musicisti
- Hayley Williams – voce, chitarra, tastiera
- Taylor York – strumentazione
- Joey Howard – basso, tastiera
- Aaron Steel – batteria, percussioni

Produzione
- Taylor York – produzione
- Dave Cooley – mastering
- Carlos de la Garza – missaggio, ingegneria del suono
- Michael Craver – assistenza al missaggio, assistenza tecnica
- David Fitzgibbons – assistenza al missaggio, assistenza tecnica
- Kevin "K-Bo" Boettger – assistenza tecnica
- Michelle Freetly – assistenza tecnica
- Jake Butler – assistenza tecnica

## Successo commerciale
Nella Hot Rock Songs statunitense la canzone ha raggiunto un picco di 7 a febbraio 2020. Nella Alternative Songs, invece, è salita fino alla 21ª, diventando la seconda entrata della cantante in tale classifica da Bury It del 2016.